# Pflegöd
Pflegöd ist einer der 80 Gemeindeteile von Buchbach im oberbayerischen Landkreis Mühldorf am Inn.

## Lage
Die Einöde Pflegöd liegt in der Gemarkung Felizenzell 1,6 Kilometer nördlich von Buchbach.

## Bevölkerungsentwicklung
Um 1871 lebten in Pflegöd sechs Einwohner. Im Mai 1987 gab es vier Einwohner in einem Wohngebäude.
| Jahr      | 1871 | 1925 | 1950 | 1970 | 1987 |
| Einwohner | 6    | 4    | 7    | 5    | 4    |